# Карацюпа, Дмитрий Иванович
Дмитрий Иванович Карацюпа — советский хозяйственный, государственный и политический деятель, Герой Социалистического Труда.

## Биография
Родился в 1914 году в селе Алексеевка. Член КПСС.
С 1934 года — на хозяйственной, общественной и политической работе. В 1934—1977 гг. — колхозник, красноармеец, главный агроном машинно-тракторной станции в Молдавской АССР, участник Великой Отечественной войны, командир огневого взвода и командир батареи 191-го отдельного истребительно-противотанкового дивизиона 118-й стрелковой дивизии, главный агроном машинно-тракторной станции Куйбышевского района, начальник управления сельского хозяйства Андреевского района Запорожской области, председатель колхоза имени Куйбышева села Борисовка Приморского района Запорожской области Украинской ССР.
Указом Президиума Верховного Совета СССР от 8 декабря 1973 года присвоено звание Героя Социалистического Труда с вручением ордена Ленина и золотой медали «Серп и Молот».
Умер в селе Борисовка в 1993 году.